# Maria Aurora (Aurora)
Maria Aurora is een gemeente in de Filipijnse provincie Aurora op het eiland Luzon. Bij de laatste census in 2007 had de gemeente ruim 35 duizend inwoners.

## Geografie

### Bestuurlijke indeling
Maria Aurora is onderverdeeld in de volgende 40 barangays:
| - Alcala - Bagtu - Bangco - Bannawag - Barangay I - Barangay II - Barangay III - Barangay IV - Baubo - Bayanihan - Bazal - Cabituculan East - Cabituculan West - Cadayacan | - Debucao - Decoliat - Detailen - Diaat - Dialatman - Diaman - Dianawan - Dikildit - Dimanpudso - Diome - Estonilo - Florida - Galintuja | - Malasin - Ponglo - Quirino - Ramada - San Joaquin - San Jose - San Juan - San Leonardo - Santa Lucia - Santo Tomas - Suguit - Villa Aurora - Wenceslao |

## Demografie
Maria Aurora had bij de census van 2007 een inwoneraantal van 35.289 mensen. Dit zijn 1.738 mensen (5,2%) meer dan bij de vorige census van 2000. De gemiddelde jaarlijkse groei komt daarmee uit op 0,70%, hetgeen lager is dan het landelijk jaarlijks gemiddelde over deze periode (2,04%). Vergeleken met de census van 1995 is het aantal mensen met 4.493 (14,6%) toegenomen.

De bevolkingsdichtheid van Maria Aurora was ten tijde van de laatste census, met 35.289 inwoners op 426,19 km², 82,8 mensen per km².
Baler · Casiguran · Dilasag · Dinalungan · Dingalan · Dipaculao · Maria Aurora · San Luis